# Станция закрытого типа

Типовая конструкция станции закрытого типа («горизонтальный лифт»)

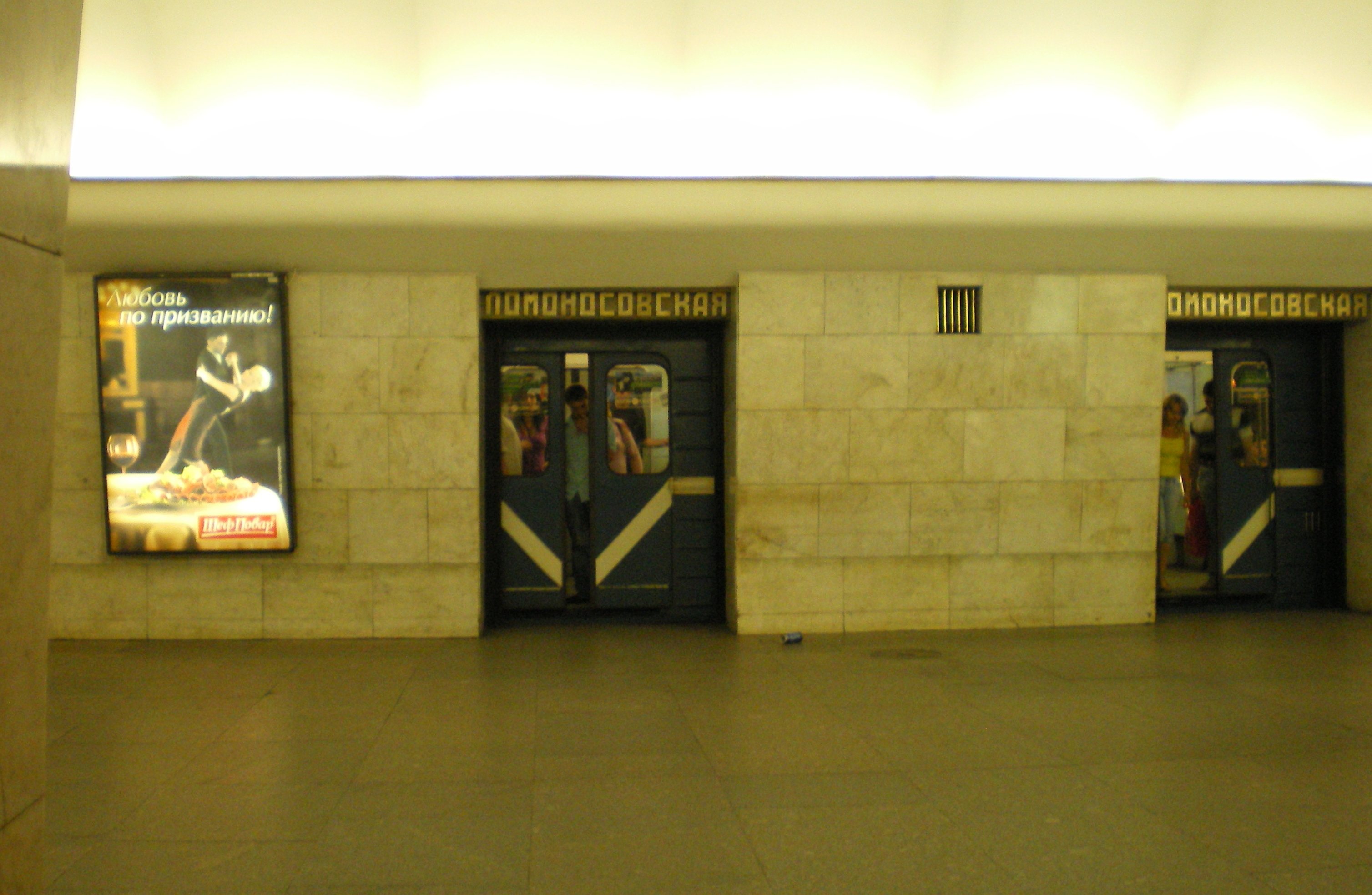
Станция «Ломоносовская»

Станция закры́того ти́па (англ. Platform screen doors station в соответствии с ГОСТ Р 58897-2020) — разновидность станции метрополитена глубокого заложения без боковых посадочных платформ и наличием несущих стен, отделяющих островную пассажирскую платформу (центральный зал) от перегонного тоннеля. Проход пассажиров в поезда осуществляется через расположенные в проёмах стен автоматические платформенные двери. За сходство с лифтами, у которых раздвижные двери кабины открываются синхронно с дверьми шахты, расположенными на площадке соответствующего этажа, этот тип станций получил неофициальное название «горизонтальный лифт».
Первая в мире станция закрытого типа — «Парк Победы» — была открыта 29 апреля 1961 года в Ленинградском метрополитене в составе первой очереди Московско-Петроградской линии в период действия Постановления ЦК КПСС и Совета министров СССР № 1871 «Об устранении излишеств в проектировании и архитектуре» от 4 ноября 1955 года. Строилась как экспериментальная и, в дальнейшем, в период до 1972 года в Ленинградском метрополитене были построены ещё 9 подобных станций. Последней стала «Звёздная», после чего от них отказались в пользу односводчатых станций глубокого заложения.
Один из двух типов станций в Петербургском метрополитене (второй — конечные с береговыми платформами и переходным мостиком в пределах платформы), на котором в штатной (обычной, без происшествий и/или неисправностей) работе допускается осаживание поезда (движение назад, при котором машинист не покидает кабину управления).

## История

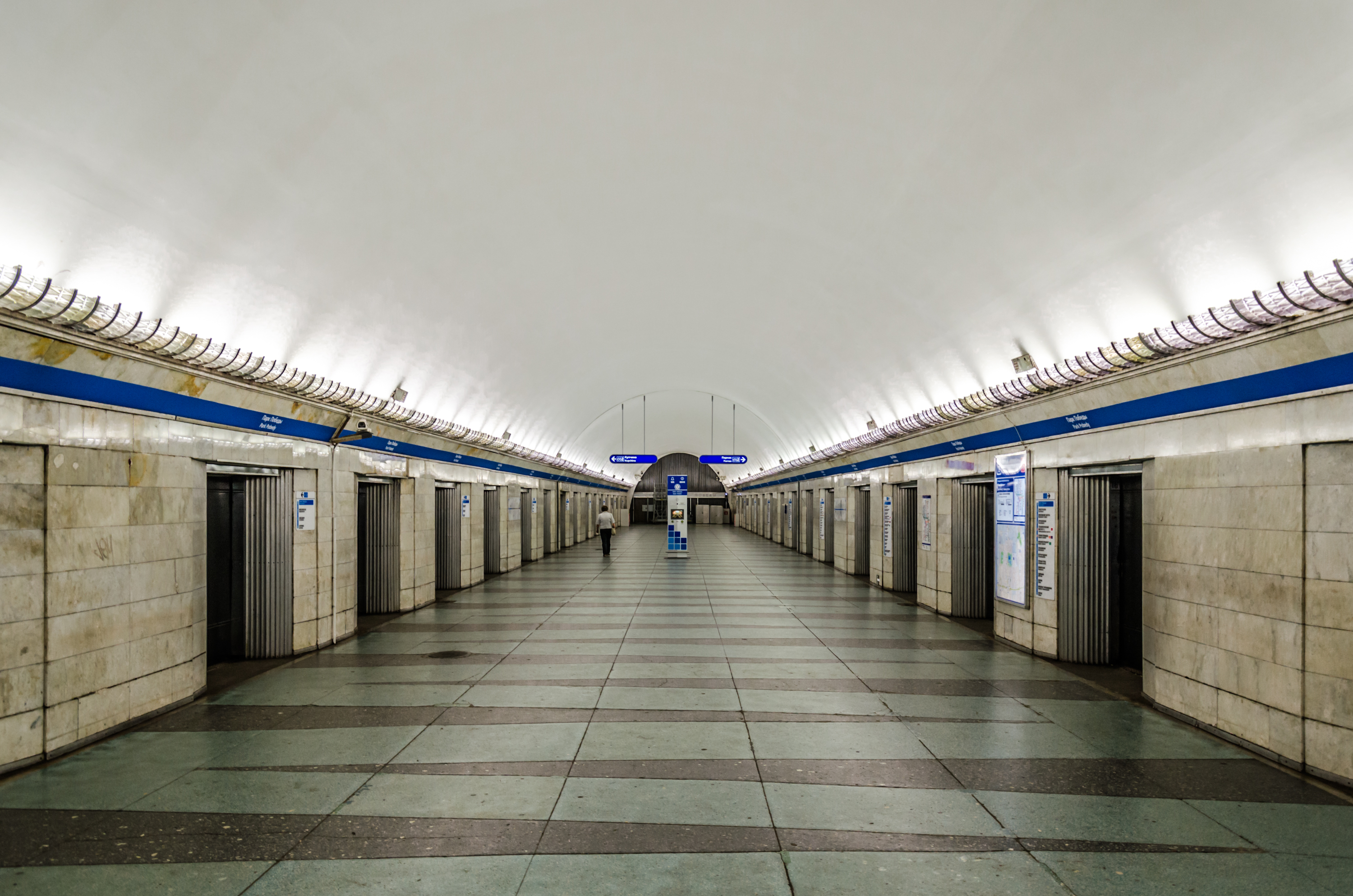
«Парк Победы» — первая в мире станция закрытого типа

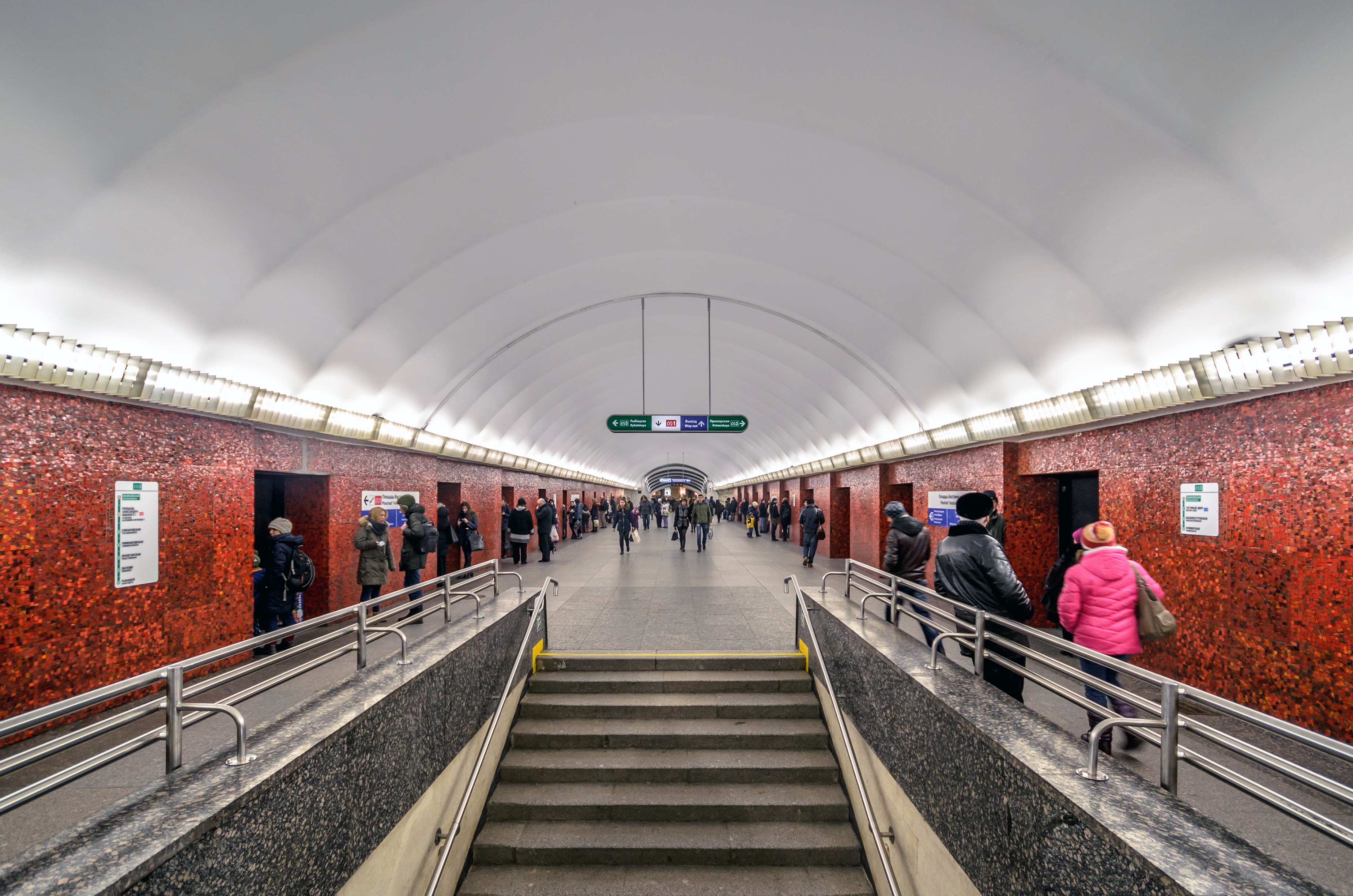
Станция «Маяковская»

Первоначально предложение о применении типа «горизонтальный лифт» было выдвинуто относительно станции «Чернышевская», однако первым был построен подземный зал станции «Парк Победы» с матово-стеклянными платформенными раздвижными дверьми (позже заменёнными на металлические), открытая 29 апреля 1961 года. Её разработкой занимался А. К. Андреев.
В качестве преимуществ строительства таких станций имелись следующие аргументы:
- Сокращаются сроки возведения станции и значительно снижается стоимость работ.
- При строительстве станции максимально применяются индустриальные методы и механизация работ.
- Пассажиры и обслуживающий персонал станции полностью изолируются от движущихся поездов, путевого хозяйства и контактной сети.
- Станция нового типа — более совершенное сооружение, максимально использующее достижения автоматики.
- Для пассажиров создаются максимально комфортные условия пребывания на станции, так как снижается шум от проходящих поездов.

Решающим фактором применения станций закрытого типа было удешевление и ускорение строительства — в тот период действовало постановление ЦК КПСС и Совета министров СССР «Об устранении излишеств в проектировании и архитектуре» от 4 ноября 1955 года». Ускорение обеспечивалось за счёт более простой технологии строительства станции, при которой перегонные тоннели станции проходят транзитом, с укладкой в них специальных тюбингов, в результате чего отпадает необходимость перемонтажа и разворота проходческого щита. Далее проходят станционный зал и раскрывают проёмы. Всё это в сочетании с уменьшением отделочных работ и материалов (отсутствует необходимость отделки станционных тоннелей) позволяло примерно на четверть удешевить строительство.
Однако станции закрытого типа оказались сложнее и дороже в эксплуатации. Оборудование станционных дверей требует дополнительного обслуживания. Снижается пропускная способность станции из-за того, что при остановке поезда приходится точно совмещать двери поезда с дверями станции, что приводит к увеличению времени стоянки, и, как следствие, увеличению интервалов движения поездов (магистрант кафедры систем автоматического управления и контроля факультета интеллектуальных технических систем Национального исследовательского института и Московского университета электронной техники города Зеленограда Касатов В. М. в статье в журнале «Наука, техника и образование» утверждает для станций с платформенными раздвижными дверьми обратное, обосновывая это возможностью распределить пассажиров у известных точек остановки дверей вагонов и осуществлять за счëт этого высадку и посадку пассажиров быстрее). Для Ленинградского метрополитена пришлось конструировать новые типы подвижного состава, поскольку необходимо было выдержать заданный станциями интервал между дверьми вагонов.
Согласно архивным документам, в декабре 1963 года против строительства станций закрытого типа возражала часть сотрудников Ленинградского метрополитена, указывая, в частности, на то, что их достоинства в виде быстроты возведения (как изначальное обоснование их появления) сводятся на нет при эксплуатации. Несмотря на возражения, в частности первая очередь Невско-Василеостровской линии состояла только из станций закрытого типа.
Строительство станций закрытого типа велось в Ленинграде до разработки конструкции и индустриального алгоритма сооружения односводчатой станции. В результате отказались от применения первого типа в пользу второго, и на смену «горизонтальным лифтам» в начале 1970-х годов пришли «односводы».
Всего в Ленинградском метрополитене были построены 10 станций закрытого типа (в скобках указана дата ввода в эксплуатацию):
1. Парк Победы (29 апреля 1961 года)
2. Петроградская (1 июля 1963 года)
3. Василеостровская (3 ноября 1967 года)
4. Гостиный двор (3 ноября 1967 года)
5. Маяковская (3 ноября 1967 года)
6. Площадь Александра Невского (3 ноября 1967 года)
7. Московская (25 декабря 1969 года)
8. Елизаровская (21 декабря 1970 года)
9. Ломоносовская (21 декабря 1970 года)
10. Звёздная (25 декабря 1972 года)

## Особенности конструкции
Поезда на станциях закрытого типа останавливаются с таким расчётом, чтобы створы дверей их вагонов точно совпадали со створами дверей зала. Совмещение дверей поезда и станции производится машинистом по освещённому знаку «Остановка первого вагона». Для того, чтобы двери поезда и станции идеально совпали друг с другом, состав должен остановиться так, чтобы освещённый знак «Остановка первого вагона» (также именуемый рейкой) находился посередине бокового окна кабины. Точность остановки — ± 0,45 м. Открытие станционных дверей производится при помощи светильника открытия станционных дверей (СОСДа), состоящего из блока ламп, который находится под кузовом вагона справа по ходу движения поезда и фотоэлемента, находящихся на одном уровне.
Специальное устройство синхронизирует время, очерёдность и скорость открытия и закрытия дверей вагонов и станции. Открытие дверей может производиться как автоматически, так и с пульта управления для машиниста. Также имеется возможность внештатного открытия конкретной двери ключом с платформы.
Во избежание попадания людей и посторонних предметов между станционными дверьми и поездом установлены системы УФКП (подменная) и РУБЕЖ-3М (основная), которые при помощи инфракрасного луча определяют, свободен ли просвет между поездом и стеной. В случае попадания чего-либо в это пространство автоматика не позволит повести поезд дальше по линии, так как в рельсовую цепь подаётся нулевая частота, которая не даст ему тронуться с места. Если двери станции открыты, то автоматика — нулевая (запрещающая) частота АЛС-АРС в кабине машиниста — не даст поезду поехать даже при закрытых дверях вагонов.

### Технология работы станционных дверей
Первоначально станционные двери приводила в движение пневматическая система, установленная в торце зала, позже заменённая на применяемую поныне электромеханическую из-за частого выхода из строя труб пневматического привода. Среди недостатков такого привода также был шум.

### Классификация
Десять станций закрытого типа, построенных в советское время в Ленинградском метрополитене, необходимо отличать от более поздних построенных в Санкт-Петербурге станций с закрытым воздушным контуром («Беговая», «Зенит», будущих «Юго-Западная», «Путиловская», «Богатырская», «Каменка»). «Зенит» и «Беговую» можно легко отличить по наличию береговых платформ (у «горизонтальных лифтов СССР» имеется один центральный зал, играющий роль островной платформы), отделённых от путей платформенными раздвижными дверьми, не являющимися частью конструкции станции. Причина строительства подобных станций, а также установка платформенных раздвижных дверей или автоматических платформенных ворот либо других типов барьеров по краям платформ на уже построенных действующих станциях заключается в необходимости обеспечить безопасность пассажиров на станциях, а также разделить воздушные контуры станции и тоннеля для улучшения условий кондиционирования воздуха. Несмотря на это, «Зенит» и «Беговую» относит к станциям закрытого типа институт «Ленметрогипротранс», занимающийся проектированием метрополитенов, чьими проектами являются, в частности, строящиеся станции «Богатырская» и «Каменка». В Правилах технической эксплуатации (ПТЭ) метрополитенов Российской Федерации станцией закрытого типа называется станция, пассажирский зал которой отделён от путевых (перегонных) тоннелей стенами с автоматическими дверями без уточнения, что они являются (должны быть) несущими. Журналистка «Комсомольской правды» Лилия Козлова утверждает, что цель строительства — уберечь пассажиров от затопления, что расходится с исконными причинами их появления — финансовой экономией и быстротой в сооружении, поскольку они строились в период действия Постановления № 1871 ЦК КПСС и Совета министров СССР «Об устранении излишеств в проектировании и архитектуре» от 4 ноября 1955 года. «Зенит» и «Беговая» не упоминаются как станции закрытого типа на сайте тематического поезда «Эпохи метро».

## Недочёты конструкции
Специально для линий Петербургского метрополитена, на которых находятся станции закрытого типа, — Московско-Петроградской и Невско-Василеостровской, — необходим индивидуальный подвижной состав, расположение дверей которого в точности повторяет их расположение на станции. По этой причине в 1960-х годах линиям не подошли вагоны типа «Е», имевшие, по сравнению с предыдущим типом вагонов «Д», иную планировку, в связи с чем Мытищинскому машиностроительному заводу пришлось конструировать их усовершенствованную (модернизированную) версию — Ем. Также вагоны «Е» не были оборудованы системой автоведения для точной остановки на станциях закрытого типа.

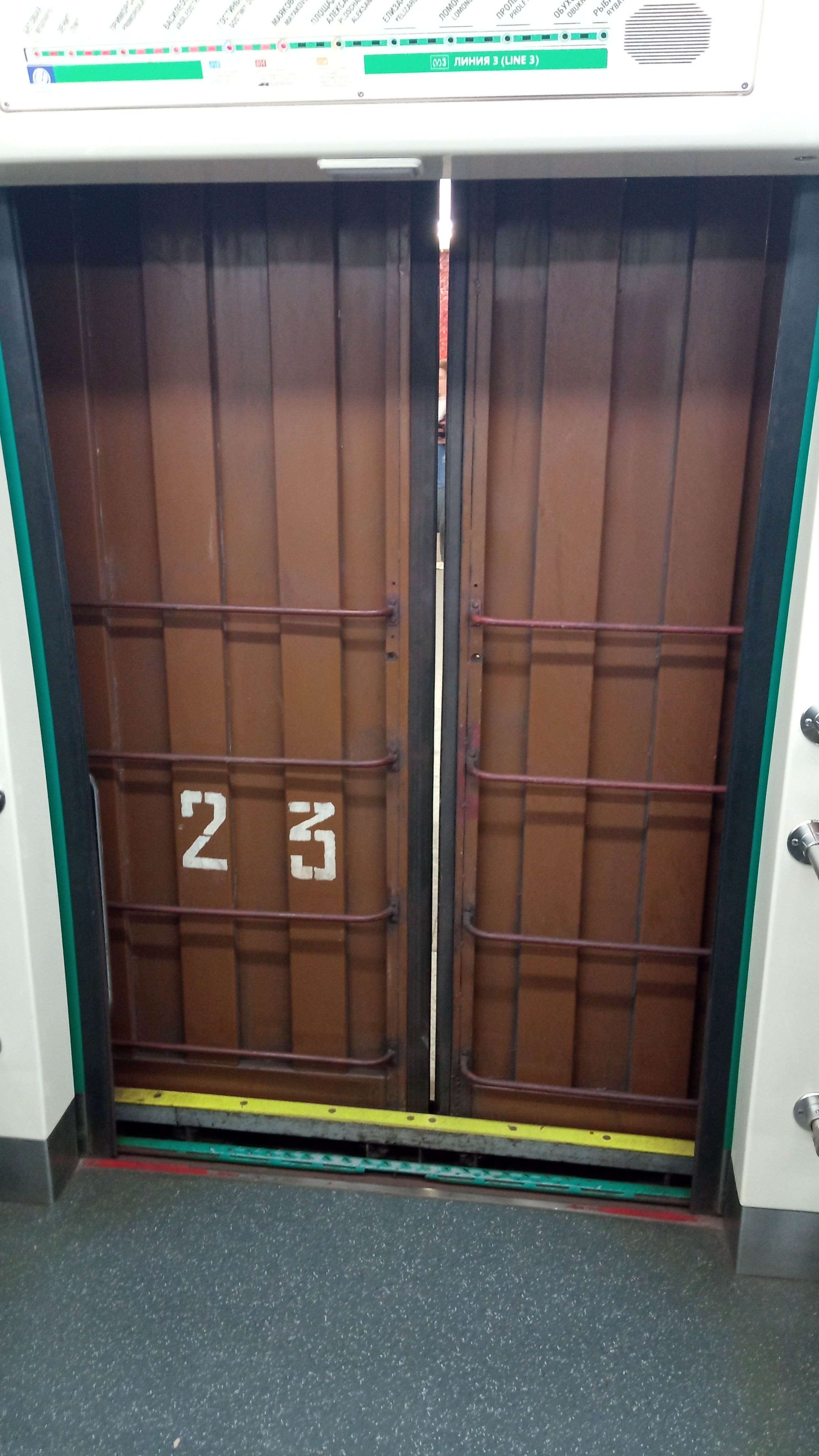
Станционная дверь, не открывшаяся из-за неисправности. Вид из вагона поезда. Проблема с функционированием дверей также присутствовала при вводе в пассажирскую эксплуатацию базовой (оригинальной) модели составов 81-722/723/724 «Юбилейный» из-за сбоев работы светильника открытия станционных дверей

Один из недочётов также выражается в выявленных затруднениях эксплуатации, поскольку она требует повышенные затраты на обслуживание электрооборудования, установленного на платформенных раздвижных дверях и более точную остановку подвижного состава для совмещения его  дверей с дверьми станции (± 0,45 м), вследствие чего линия становится загруженней из-за снижения её пропускной способности. Ещё при строительстве станций закрытого типа, согласно архивным документам от 3 декабря 1963 года, это послужило одним из аргументов призыва части сотрудников Ленинградского метрополитена к рассмотрению вопроса об их целесообразности. Несмотря на призыв, в частности четыре станции первой очереди Невско-Василеостровской линии были только из станций закрытого типа.

## Эксплуатация подвижного состава
Планирующаяся дальнейшая (после Кировско-Выборгской линии) поставка поездов «Балтиец» станет первым опытом Петербургского метрополитена в эксплуатации электропоезда с прислонно-сдвижными дверьми (перед открытием выдвигающимися за кузов вагона) либо на станциях закрытого типа Московско-Петроградской линии, либо на станциях с платформенными раздвижными дверьми Красносельско-Калининской линии, сроки открытия которой в июле 2024 год были перенесены на неопределённый срок. Затем в предвыборной кампании Александра Беглова была обозначена конкретика даты открытия — до конца 2025 года. При этом во времена проектирования поезда «НеВа», аналогично «Балтийцу» оборудованного асинхронным тяговым приводом, было сочтено, что эксплуатация на станциях закрытого типа прислонно-сдвижных дверей, которые в поезде «НеВа» планировались изначально вместо в итоге установленных «карманных», будет проблематичной.